# Serica coalinga
Serica coalinga är en skalbaggsart som beskrevs av Dawson 1952. Serica coalinga ingår i släktet Serica och familjen Melolonthidae. Inga underarter finns listade i Catalogue of Life.